# ビジコム
株式会社ビジコム（英: BUSICOM）は、東京都新宿区に本社を置くソフトウェアベンダである。主にPOSシステムをメインに取り扱っている。代表取締役の中馬浩が山口県岩国市出身なため、山口県との関わりが深い。過去に社員旅行で山口県を訪れたこともある。
また、Facebook「私の岩国」で、岩国市の魅力を紹介する記事を寄せている。
2009年11月1日に山口県柳井市の柳井市民球場の命名権を取得し、「ビジコム柳井スタジアム」と命名、2013年4月には出身の山口県岩国市にカスタマーセンターを新設するため同市と進出協定の調印式を執り行う。
ビジコム柳井スタジアムでは、株式会社ビジコム主催の「ビジコム柳井カップ少年野球大会」
が開催されている。
また、2016年2月24日には、同社が山口県周防大島町和田地区の廃校を活用し「周防大島サテライトオフィス」を開設するにあたり、山口県立会のもと、周防大島町による進出協定調印式が執り行われた。
なお、2016年7月27日、現地にて開所式が執り行われた。
その後も山口県との関わりは深く、2019年8月には柳井市の旧神西小学校を改装した研究拠点「ビジコム柳井Lab.」の開所式を行い、岩国・周防大島に続く県内3拠点目の施設となった。
2024年9月期の売上高は43億円、従業員数は2025年1月時点で112名。東京本社のほか大阪支店・名古屋営業所・福岡営業所・岩国事業所・周防大島サテライトオフィス・柳井ラボの7拠点を擁し、POSシステムと関連ハードウェアの開発・販売を軸に事業を展開している。

## 概要
最新のWindows OSを採用した専用筐体に、同社開発のソフトウェアを搭載したPOSシステムをメインに販売している。2016年11月には、POSレジアプリが無料搭載されたPOSレジSeavシリーズをリリースした。
ビジコムのPOSシステム、およびPOSレジは、軽減税率対策補助金指定製品に認定されている。
なお、この専用筐体は、通常のパソコンとしても利用できる。
2020年7月からは、Webブラウザと専用アプリの両方で動作するクラウドPOSレジアプリ「リアレジ」の提供を開始。これにより、iPadやiPhone、Android、Windows PCなどOSや端末を問わずに利用できる。料金プランには利用した分だけ支払うチャージ型の従量課金制が用意されている点も特長で、通常のPOSレジとしての利用に加え、券売機やセミセルフレジといった多様な運用形態も可能にし、店舗の規模や業種に応じた柔軟なシステム構築を実現している。
また、クラウドを活用した本部管理システムや、プッシュ通知を活用した店舗集客アプリ、ECサイト在庫連動システムなど、付随する商品を数多く提供し、店舗のオムニチャネル化を推進している。
2014年10月の免税制度改定に伴い、免税書類作成システムをリリース、同9月には、最速モードをリリースしている。購入記録票や購入者誓約書などの免税帳票をかんたんに印刷できるシステムである。
2016年5月1日よりスタートした、一般物品について免税の対象となる最低購入金額が「10,000円超」から「5,000円以上」に引き下げられることをはじめとする消費税免税制度の拡充にも即座に対応した。
ビジコムPOSレジ「BCPOS」は税制度の変更や法令対応に加え、自動釣銭機連動のセミセルフレジやセルフレジなどの運用強化と、自治体や産直、クリニックや調剤薬局など業種別機能の強化も進めている。
自治体向けには公金収納や地方税納付に対応できるよう機能を拡張し、納付書のバーコード読み取りとキャッシュレス決済に対応することで地方自治体の窓口業務を効率化している。
クリニック向けには、レセプトコンピューターから出力された領収書のQRコードやNON‑PLUバーコードを読み取って金額を自動入力する仕組みを備え、40種類以上のキャッシュレス決済端末と連動して会計をスムーズにする。
調剤薬局向けには日本薬剤師会が策定したNSIPS®との連携や、調剤レセコンのバーコードを読み取ることで会計データを呼び出し、同時会計と医療費領収書とOTC医薬品や日用品のレシートを別々に出力する機能も備える。
近年はソフトウェアだけでなく業務用ハードウェアの販売にも力を入れており、Android対応のモバイルターミナル(ハンディターミナル)、券売機として利用できるキオスク端末「Seav‑MK」、15インチクラスのタッチパネルPC「Seav‑15c」、バーコードリーダーやタッチパネルPC、タッチモニターなど、低コストで高品質な多様なハードウェアのラインアップを展開している。
POSに関連するハード機器を販売するECサイトも自社運営している。オリジナル製品の安価なバーコードリーダーをいくつか扱っているが、リーズナブルかつ読み取り精度が優れた製品だと言われている。
マニアックな話題としては、VOCALOID初音ミクを起用したラジオCMを流したと、2008年当時ネットで話題になった。
毎年3月に東京ビッグサイトで催されるリテールテックJAPANにもブース出展している。
異業種参入としては、山口県岩国市の自社ビルにおいて、無料Wi－Fiが使えるカフェを運営していた。(現在閉店し、岩国事業所のみ現存している。)

## 沿革
- 1986年 3月―山口県岩国市出身の中馬浩が、業種向け販売管理システムの開発・販売を目的に個人事業主として練馬区小竹町にて創業
- 1988年 7月―豊島区南大塚に移転。「株式会社ビジコム」に社名変更
- 1990年 9月―大阪府大阪市に関西営業所（現 大阪支店）新設
- 1994年 5月―東京本社を文京区大塚に移転
- 1994年 8月―パソコンPOSセンターを開設
- 1996年 7月―東京本社、パソコンPOSセンターを豊島区東池袋に移転
- 1997年10月―東京本社を文京区小石川に移転
- 1998年 3月―パソコンPOSシステム｢BCPOS｣発表
- 1999年11月―パソコンPOSシステム｢BCPOS｣が流通システム大賞「奨励賞」を受賞
- 2003年 2月―ASP型（現 クラウド型）店舗本部管理システム「TenpoVisor」発表
- 2004年 4月―東京本社を文京区関口に移転
- 2005年 1月―農産物直売所向けシステムの｢1,2の産直｣発表
- 2005年11月―商品JANコード検索「JANKEN.JP」発表（現 みせめぐ）
- 2009年10月―柳井市民球場の命名権を取得
- 2009年12月―農産物直売所向けPOSシステム｢産直deライト｣発表

　　　　　　　　　―POSとECサイトの在庫を連動させ可視化する「EC POS LINK」発表
- 2012年 1月―飲食店向けオーダリングシステム「BCPOSオーダー」発表
- 2012年 2月―リアル店舗とECサイトの在庫を一元管理「ZAIKO ROBOT for BCPOS」発表
- 2012年 3月―福岡県福岡市に福岡営業所新設
- 2013年 2月―パソコンPOSシステム｢BCPOS｣販売件数1万セット達成
- 2013年 7月―山口県岩国市にカスタマーセンター新設
- 2014年10月―免税書類がわずか1分で作成できる免税書類作成システム「あっと免税」発売（Android版）
- 2015年 1月―免税書類作成システム「あっと免税」のWindows版発売
- 2015年 8月―免税書類作成システム「あっと免税」をさらに早くした「爆速あっと免税」発売
- 2015年 9月―パソコンPOSシステム｢BCPOS｣がWindows 10に対応
- 2015年11月―店舗検索アプリ「みせめぐ」を、お気に入りライフログアプリ「みせめぐ」に一新

　　　　　　　 　　―山口県周防大島町に周防大島サテライトオフィス新設
- 2016年 4月―POSシステム｢BCPOS｣が、軽減税率の補助金対象サービスに指定
- 2016年11月―POSレジアプリが無料搭載された、POS筐体「POSレジ SeaVシリーズ」発売

　　　　　　　 　　―自社オリジナルのタッチパネルパソコンの販売開始
- 2017年 1月―日本初！Windows POSに「WeChat Pay」が連携
- 2017年 3月―「みせめぐ」アプリが「無料電子レシート」発行を開始

　　　　　　　 　　― 免税システム「あっと免税」と「WeChat Pay」が完全連動
- 2017年11月―「BCPOS」で仮想通貨ビットコイン決済連携を開始
- 2018年 1月―ホテル・旅館向けパスポートデータ保存システム「あっとパスポート」発売
- 2018年 2月―JTBビジネスイノベーターズの「INCHARGE7」と「BCPOS」が連携開始
- 2018年 5月―「BCPOS」とスマホ決済「Alipay」連動開始
- 2018年 6月―「BCPOS」セミセルフPOSレジセット販売開始
- 2018年10月―Squareとクラウド本部管理「TenpoVisor」が連携開始
- 2018年11月―ポイント交換サイト「PeX」と連携し「ビジコムポイント交換サービス」開始
- 2019年 1月―「TenpoVisor」をリニューアル

　　　　　　― 「BCPOS」が「d払い」に対応
- 2019年 2月―無料レジアプリ「あっと決済」を提供開始

　　　　　　― 「BCPOS」が「PayPay」に対応
- 2019年 3月―山口県の企業誘致に伴う柳井市進出協定調印式
- 2019年 8月―山口県柳井事業所（柳井ラボ）開所
- 2019年 9月―Seavシリーズ「Seav-10F」Windowsタブレット新登場
- 2019年11月―免税システム「あっと免税」が免税販売の電子化に対応
- 2020年 2月―テレビCM「あなたのお店もセミセルフ」放送開始

　　　　　　― 「BCPOS ver.8」新登場
- 2020年 7月―非接触・非対面のPOSレジ「リアレジ」新登場
- 2020年 9月―モバイル／テイクアウト対応「みせめぐオーダー」新登場
- 2020年12月―「BCPOS」が公共料金払込票バーコードに対応
- 2021年 2月―名古屋営業所を開設（愛知県名古屋市）
- 2021年 3月―「BCPOS」が「Square Terminal」にWindows POSとして初連携
- 2021年 4月―タッチパネルPC「Seav-15w-apⅡ」発売開始

　　　　　　― 「TenpoVisor」が「PCA会計DX」「勘定奉行クラウド」とAPI連携開始
- 2021年 6月―「BCPOS」が「stera terminal」と連携開始
- 2021年 9月―免税電子化システム「eあっと免税」Windows版＆iOS版アプリを公開
- 2021年10月―クラウド「TenpoVisor5」と「ビジコムAPI」を公開
- 2021年11月―「BCPOS」が地方税統一QRコードに対応
- 2022年 1月―りそなグループとの連携強化を発表
- 2022年 2月―「リアレジ for stera」提供開始

　　　　　　― 「TenpoVisor」と「freee会計」API連携開始 

　　　　　　― 「BigTouchリアレジ前会計セット」発売  

　　　　　　― 「BCPOS」インボイス機能をバージョンアップ 

- 2022年 3月―Newland AIDC製品の販売強化を発表
- 2022年 6月―「リアレジ for PayCAS Mobile」提供開始
- 2022年 8月―「リアレジ for tance」提供開始

　　　　　　― 横浜銀行との連携強化を発表
- 2022年10月―免税電子化アプリ「eあっと免税 for stera」提供開始
- 2022年11月―「TenpoVisor」と「MJS会計システム」がAPI連携
- 2022年12月―「BCPOS ver.9」新登場
- 2023年 1月―「BCPOS」が決済端末「JT-VT10」と連携開始

　　　　　　― 「商蔵奉行クラウド」とAPI連携開始
- 2023年 2月―「TenpoVisor」とTKC会計ソフトがAPI連携

　　　　　　― 「リアレジ for stera」に免税販売機能を追加・インボイス機能を強化  

　　　　　　― 「リアレジ」のインボイス機能を強化 

- 2023年 3月―「BCPOS ver.9.1」でVisit Japan Web免税QRに対応

　　　　　　― 「BCPOS ver.9.1」で農産物直売所のインボイスに対応  

　　　　　　― 「リアレジ for stera」と「eあっと免税 for stera」が連動 

- 2023年 4月―「リアレジ for JT-VT10」提供開始

　　　　　　― 歯科団体「MID-G」に賛助会員として入会  

　　　　　　― さまざまなサービスが“1つ”につながる「ビジコムID」を公開
- 2023年 6月―LINEミニアプリ「みせめぐMini」提供開始
- 2023年 7月―東日本銀行と連携強化を発表

　　　　　　― 本社を住友不動産飯田橋ビル3号館へ移転
- 2023年12月―群馬銀行と連携強化を発表
- 2024年 1月―Newland製Android™モバイルターミナル「NLS-MT93」「NLS-MT37シリーズ」販売開始

　　　　　　― クラウドで売上管理「TenpoVisor Lite」提供開始
- 2024年 3月―iMin製品の取り扱い開始
- 2024年 4月―ALSOK・AGSと自治体向け税公金収納の効率化で連携

　　　　　　― タクシーCM放映開始
- 2024年 6月―「よくばりPC」発売開始
- 2024年 7月―Android端末向けアプリマーケット公開
- 2024年 8月―「NLS-MT95」発売開始
- 2024年 9月―業務用タッチPC「Seav-15c」発売開始
- 2024年10月―「BCPOS Ver.9.5」登場（調剤薬局等の制度改正に対応）
- 2024年11月―Windows OSキオスク端末「Seav-MK」販売開始
- 2025年 1月―神奈川銀行とビジネスマッチング契約を締結

　　　　　　― キオスク端末「Seav-MK」とグローリー社製自動釣銭機の連携を開始
- 2025年 2月―5G対応スマホ型POSレジ「リアレジモバイル」発売開始

　　　　　　― 新しい販売画面と最新周辺機器に対応した「BCPOS Ver10.0」が登場

## 主な製品

### POSレジ
- オールインワンPOS「BCPOS」
  - セミセルフレジ
  - 業種別ソリューション
    - 地方自治体・地方公共団体向けソリューション
    - クリニック・病院・歯科向けソリューション
    - 調剤薬局向けソリューション　(セルフメディケーション税制対応)
    - ドラッグストア向けソリューション
    - アパレル店向けソリューション
    - 小売り・専門店向けソリューション
    - 農産物直売所向けソリューション
    - 文具店向けソリューション
    - リサイクル店向けソリューション
    - 免税店向けソリューション
    - スポーツ用品店向けソリューション
    - ホテル・旅館向けソリューション
    - 飲食店向けソリューション
    - サロン・美容室向けソリューション
- クラウドPOS／キオスク・券売機「リアレジ」
- ハンディ型POS「HD-POS」
- レジアプリ「あっと決済」

### クラウドソリューション
- 店舗本部管理システム「TenpoVisor」

### 店舗アプリ
- 店舗集客アプリ「みせめぐ」（プッシュ通知、デジタル会員証）
- デジタル会員証LINEミニアプリ「みせめぐMini」
- みせめぐオーダー

### 免税・インバウンド
- 免税電子化システム「eあっと免税」
- パスポートデータ保存システム「あっとパスポート」

### 業務用ハードウェア
- タッチPC
- キオスク端末
- バーコードリーダー
- タッチ&セカンドモニター
- レシートプリンター
- キャッシュドロア
- サプライ&消耗品（レジカウンター／レシート／ラベル）
- Newland製品（ハンディターミナル／バーコードリーダー）
- モバイルターミナル